# Eenheidskubus

Eenheidskubus

Een eenheidskubus is een kubus, waarvan alle ribben precies 1 eenheid lang zijn. Het volume van een driedimensionale eenheidskubus is 1 driedimensionale eenheid, en de totale oppervlakte bedraagt 6 vierkante eenheden.   
Met een eenheidskubus of eenheidshyperkubus kan ook een hyperkubus worden bedoeld, 'kubussen' in n dimensies, voor waarden van n die groter zijn 3. Zeer vaak betekent dit de specifieke eenheidskubus de verzameling [0, 1]n van alle n-tupels van getallen in het interval [0, 1].  
De lengte van de langste diagonaal van een eenheids hyperkubus van n dimensies is de vierkantswortel van n.
Een eenheidsvierkant heet zo, omdat de bepalende maat, de lengte van de ribben, één is. Zo zijn er ook een eenheidsbol, eenheidscirkel, eenheidsinterval en eenheidsvierkant.